# Patricia McGerr
Patricia McGerr, född 1917 i Nebraska, död 1985, var en amerikansk författare. Hon studerade journalistik och hamnade sedan på Trade Association i Washington. Hon debuterade 1946 med "Pick your victim". Endast denna kriminalroman är översatt till svenska, I valet och kvalet, 1978. Hon publicerade flera noveller och en roman (Is there i traitor in the house) med en kvinnlig spion, Selena Mead, som huvudperson. 
I valet och kvalet är en ovanlig pusseldeckare, i och med att man i början får reda på vem mördaren är men inte vem offret är. I förordet av Jan Broberg citeras författaren: "Jag träffade Ellery Queen några år senare, och han sa, att det fanns stunder då han nästan velat mörda mig. När min bok publicerades, var Queen nämligen halvvägs på en bok med exakt samma uppslag!"
Förutom deckare har McGerr också skrivit religiösa romaner. En novell "Johnny Lingo's Eight-Cow Wife" (1962) har filmats två gånger, senast som "The legend of Johnny Lingo" (familjefilm).

## Priser
- 1967 - Ellery Queen's Mystery Magazine förstapris i novelltävling